# Mehadia
Mehadia é uma comuna romena localizada no distrito de Caraș-Severin, na região de Banato. A comuna possui uma área de 179.40 km² e sua população era de 4220 habitantes segundo o censo de 2007.